# Simon de Maugastel
Simon de Maugastel (mort à Constantinople en 1233) est un prélat normand du temps des quatrième et cinquième croisades, qui devint évêque de Tyr (1216) puis patriarche latin de Constantinople.

## Biographie
Issu d'une famille noble du Maine ou de Normandie, il partit en Terre sainte en 1197. Son frère Philippe y était baron du Royaume de Jérusalem. Son oncle Josse fut archevêque de Tyr et chancelier de Jérusalem. 
En 1216, Simon lui même fut élu archevêque de Tyr. Vers la fin de l'année, il traversa la France comme légat du pape Honorius III, pour y prêcher la cinquième croisade. Au cours de l'été 1217, il prit part au Concile de Saint-Jean-d'Acre, qui vit les armées croisées se fédérer sous la bannière du régent de Jérusalem, Jean de Brienne.
En 1225, l'empereur Frédéric de Hohenstaufen épousa la jeune reine Yolande de Brienne, fille de Jean de Brienne. Simon et Balian de Sidon furent de la suite de Yolande pour son couronnement comme impératrice Isabelle en Italie méridionale. Frédéric II devenait ainsi par mariage roi de Jérusalem ; l'un des premiers actes de son règne fut d'établir Simon chancelier latin de Jérusalem,. Simon fréquenta donc la cour de Frédéric et négocia à la fin de 1226 la question lombarde avec le pape Honorius III comme émissaire impérial.
En 1227 pape Grégoire IX l'éleva au rang de patriarche de Constantinople, sans que cette nomination soit ratifiée par un vote formel du chapitre de la cathédrale. Il se démit de toutes ses autres charges et gagna l'Empire latin de Constantinople, où il mourut en 1233.
Simon était l'ami de Jean de Brienne qui, par ses fonctions de régent de Jérusalem, de capitaine pontifical et de co-empereur de Constantinople, a certainement considérablement favorisé sa carrière.